# Belvís (Ciudad Real)
Belvís és una localitat adscrita al municipi de Villanueva de San Carlos, a la província de Ciudad Real (Espanya). El 2020 s'estimava la seva població en 54 habitants. El terme és creuat d'oest a est pel riu Puerto Llano o Guadaperosa i dista 1/4 de llegua al sud del seu nucli. El seu terme és format per planures i monts.
L'any 1406 Enrique de Villena feu donació del lloc al convent de Calatrava, essent llavors descrita com una devesa (dehesa). El delme el cobrava la Mesa Maestral, passant el 1480 al convent. Hi consten cases als quintos de Fonsalba, Casares, La Nava, Cerro Pelado i La Alameda on hi ha l'ermita de Nuestra Señora de la Alameda on s'hi construí una casa de camp per a l'oci dels religiosos. En aquell temps hi cultivaven uns 40.000 peus de vinya per a la producció de vi emmagatzemat al celler de la casa. El 1649 el prior comprà la jurisdicció civil i criminal de la devesa, com havia fet amb la de Calabazas, intitulant-se “Senyor de la Vila de Belvís”.
A mitjan segle xix consta amb ajuntament propi i uns 130 habitants (ànimes) i 26 veïns. Rebia el correu per Almodóvar del Campo que era la seu del seu partit judicial. A principis del segle XX el nucli de Belvís ja consta adscrit al municipi de Villanueva.
El terme municipal limitava amb els de Villanueva (N., O. i S) i amb el de Calzada de Calatrava (E.). A mitjan segle xix als seus terrenys s'hi produïen cereals (blat, ordi i sègol, en 1.350 faneques dedicades a conreu), pastures i caça. A l'estiu s'hi sofrien febres tercianes.